# Маморница Вама
Маморница Вама (укр. Маморниця Вама) — село в Острицкой сельской общине Черновицкого района Черновицкой области Украины.
Население по переписи 2001 года составляло 436 человек. Почтовый индекс — 60521. Телефонный код — 3740. Код КОАТУУ — 7320786207.

## История
В 1946 г. Указом ПВС УССР село Маморница переименовано в Радгосповка.
До 2016 года село носило название Радгосповка, было переименовано Постановлением Верховной Рады Украины № 1353-VII «О переименовании отдельных населённых пунктов» от 12 мая 2016 года.
До 2020 года входило в Герцаевский район.